# ختير منتصر
ختير مُنْتَصِر (الاسم العلمي: Cortinarius triumphans)، نوع من الختير وفصيلة الختيريات. موطنه أوروبا. يوجد في الغابات الصنوبرية. تعتبره بعض المراجع صالحًا للأكل، وأخرى تعدهُ غير صالح للأكل.